# Bretteville-du-Grand-Caux
Bretteville-du-Grand-Caux ist eine französische Gemeinde mit 1373 Einwohnern (Stand 1. Januar 2022) im Département Seine-Maritime in der Region Normandie. Sie gehört zum Arrondissement  Le Havre und zum Kanton Saint-Romain-de-Colbosc (bis 2015: Kanton Goderville).

## Geographie
Bretteville-du-Grand-Caux liegt etwa 28 Kilometer nordöstlich von Le Havre in der Pays de Caux. Umgeben wird Bretteville-du-Grand-Caux von den Nachbargemeinden Auberville-la-Renault im Norden, Mentheville im Nordosten, Annouville-Vilmesnil im Osten und Nordosten, Grainville-Ymauville im Süden und Osten, Goderville im Südwesten sowie Sausseuzemare-en-Caux im Westen.

## Bevölkerungsentwicklung
| Jahr                      | 1962 | 1968 | 1975 | 1982 | 1990 | 1999 | 2006 | 2013 |
| Einwohner                 | 990  | 871  | 774  | 874  | 1006 | 1134 | 1259 | 1319 |
| Quelle: Cassini und INSEE |      |      |      |      |      |      |      |      |

## Sehenswürdigkeiten
- Kirche Notre-Dame, ursprünglich aus dem 11. Jahrhundert
- Herrenhaus La Brunetière aus dem 16. Jahrhundert